# 圣葛斯默和圣达弥盎
圣葛斯默和圣达弥盎 （羅馬化：Kuzmas wa Dimyan，羅馬化：Kosmás kai Damianós；—约287年）是两个阿拉伯医生，被认为是一对双胞胎兄弟，也是早期的基督教殉道者。 他们早期在尤穆尔塔勒克（今土耳其境内）行医，之后前往叙利亚。
殉道后，他们被安葬于叙利亚的尤穆尔塔勒克。